# جوزف عون
جوزف خلیل عون (عربی: جوزاف خلیل عون‎، زاده ۱۰ ژانویه ۱۹۶۴)، سیاستمدار و فرمانده ارتش و نظامی لبنانی است که از ۹ ژانویه ۲۰۲۵ به عنوان چهاردهمین رئیس‌جمهور لبنان فعالیت می‌کند. وی همچنین از سال ۲۰۱۷ تا ۲۰۲۵، چهاردهمین فرمانده نیروهای مسلح لبنان بوده است.

## زندگی
عون متولد ۱۰ ژانویه ۱۹۶۴ در سن الفیل در حومه بیروت است. او دورهٔ متوسطه را در کالج فریرس مون لاسال به پایان رساند. خانوادهٔ او مسیحی مارونی و اصالتاً اهل شهر العیشیه در جنوب لبنان هستند.
عون برای ادامهٔ تحصیل در مقطع کارشناسی علوم سیاسی و امور بین‌الملل وارد دانشگاه آمریکایی لبنان شد و توانست مدرک تحصیلی خود را در سال ۲۰۰۷ بگیرد. وی همچنین دارای مدرک کارشناسی علوم نظامی از آکادمی نظامی ارتش لبنان است. او به‌جز زبان عربی، به دو زبان فرانسوی و انگلیسی نیز تسلط دارد.

## سابقهٔ نظامی
عون در سال ۱۹۸۳ به ارتش لبنان پیوست. او در خارج از لبنان و به‌ویژه در ایالات متحده آمریکا و سوریه آموزش دیده است. او همچنین در سال ۲۰۰۸ در آمریکا و در سال ۲۰۱۳ در لبنان آموزش‌های مبارزه با تروریسم را گذراند. وی از سال ۲۰۱۵ فرماندهی تیپ نهم پیاده‌نظام ارتش لبنان را برعهده داشته است.

## ریاست‌جمهوری
پارلمان لبنان در روز پنج‌شنبه ۹ ژانویه پس از دو دور رأی‌گیری، جوزف عون را به عنوان رئیس‌جمهور این کشور انتخاب کرد. وی پس از اینکه در دور اوّل رأی‌گیری نتوانست دو سوم آرای نمایندگان پارلمان لبنان را به دست آورد، در دور دوم موفق شد با کسب ۹۹ رأی موافق از ۱۲۸ رأی به مقام ریاست‌جمهوری لبنان برسد. جوزف عون هیچ نسبتی با میشل عون رئیس‌جمهور پیشین لبنان ندارد. بر اساس میثاق ملّی لبنان، رئیس‌جمهور و فرمانده نیروهای مسلح این کشور همیشه از جامعهٔ مسیحی مارونی انتخاب می‌شوند.